# Krznarstvo
Krznarstvo je obrt, ki se ukvarja s predelavo krzna in/ali usnja v (krznena oz. usnjena) oblačila. Obrtniki se imenujejo krznarji.
Krznarstvo je uvrščeno v obrtno sekcijo predelovalcev kož pri Obrtni zbornice Slovenije.

## Hierarhija krznarjev
- mojster izdelovalec krznenih oblačil (tudi krznarski mojster; izdelati more mojstrski izpit)
- krznarski tehnik (bivši pomočnik mojstra; opraviti mora 3-4-letno šolanje, pripravniški izpit in poklicno maturo)
- vajenec